# هيروشي كاواجوتشي (ملحن)
هيروشي كاواجوتشي (باليابانية: 川口博史؛ بالكانا: かわぐち ひろし) هو ملحن ياباني، ولد في 12 أبريل 1965 في تشيبا في اليابان.

## وصلات خارجية
- هيروشي كاواجوتشي على موقع IMDb (الإنجليزية)
- هيروشي كاواجوتشي على موقع ميوزك برينز (الإنجليزية)
- هيروشي كاواجوتشي على موقع ديسكوغز (الإنجليزية)